# Carrazeda de Ansiães (freguesia)
Carrazeda de Ansiães is een plaats (freguesia) in de Portugese gemeente Carrazeda de Ansiães en telt 1 605 inwoners (2001).